# Celui par qui le scandale arrive
Pour plus de détails, voir Fiche technique et Distribution.
Celui par qui le scandale arrive (titre original : Home from the Hill) est un film américain réalisé par Vincente Minnelli en 1960.

## Synopsis
Wade Hunnicutt (Robert Mitchum) est l'homme le plus influent de la ville, et homme à femmes. Dans son salon, tentures rouges et larges fauteuils, fusils, trophées et chiens de chasse auprès de la cheminée. Son fils Theron (George Hamilton), lui, vit dans une chambre d'enfant attardé, encombrée de jouets et de passions d'adolescent. C'est sa mère qui, jusque-là, s'est occupée de son éducation. Hannah Hunnicutt (Eleanor Parker), qui n'a pas de home propre, est d'ailleurs la seule femme qui se refuse à son mari, lui faisant payer ses infidélités et l'existence d'un fils adultérin, Rafe (George Peppard), métayer fidèle de son père qui vit dans une cabane pauvre et dépouillée, et dont la mère est enterrée dans le carré des indigents. En contrepoint des tensions dramatiques entre les personnages, la forêt et les marécages, lieu initiatique tour à tour cruel et violent (la chasse au sanglier) et jardin d'Eden (scène du pique-nique).

## Fiche technique
- Réalisation : Vincente Minnelli[1]
- Scénario : Harriet Frank Jr. et Irving Ravetch d'après le roman Home from the Hill de William Humphrey
- Photographie : Milton R. Krasner
- Direction artistique : Preston Ames et George W. Davis
- Décors : Henry Grace et Robert Priestley
- Musique : Bronislau Kaper
- Montage : Harold F. Kress
- Effets spéciaux : Robert R. Hoag
- Costumes : Walter Plunkett
- Assistant réalisateur : William McGarry
- Conseiller pour les couleurs : Charles K. Hagedon
- Professeur de diction : Margaret Lempkin
- Producteurs : Edmund Grainger et Sol C. Siegel
- Société de production et de distribution : Metro-Goldwyn-Mayer
- Genre : Drame
- Format : Couleur (Metrocolor)  - 35 mm - 2,35:1 - Son : mono (Westrex Recording System)
- Durée : 150 min.
- Dates de sortie : 
  - États-Unis : 3 mars 1960 (New York)
  - France : mai 1960 (festival de Cannes)
  - Allemagne : 19 mai 1960
  - Autriche : août 1960

## Distribution
- Robert Mitchum (VF : Jean-Claude Michel) : le capitaine Wade Hunnicutt
- Eleanor Parker (VF : Nadine Alari) : Hannah Hunnicutt
- George Peppard (VF : Marc Cassot) : Raphael Copley, dit Rafe
- George Hamilton (VF : Michel Cogoni) : Theron Hunnicutt
- Everett Sloane : Albert Halstead
- Luana Patten : Elizabeth Halstead, dite Libby
- Anne Seymour : Sarah Halstead
- Constance Ford : Opal Bixby
- Ken Renard : Chauncey
- Ray Teal : le docteur Reuben Carson
- Stuart Randall : Ben Ramsey
- Hilda Haynes : Melba
- Charlie Briggs : Dick Gibbons
- Guinn 'Big Boy' Williams : Hugh Macauley
- Denver Pyle (VF : Camille Guerini) : Marshal Bradley
- Dan Sheridan : Peyton Stiles
- Orville Sherman : Ed Dinwoodie
- Dub Taylor : Bob Skaggs
- Joe Ed Russell : le régisseur
- Tom Gilson : John Ellis
- Rev. Duncan Gray Jr. : le pasteur
- Melissa Ten Eyck : la femme qui danse avec Wade
- Bess Flowers : l'invitée à la réception
- Burt Mustin : le pompiste
- Yvette Mimieux (scène coupée au montage final)
- James Mitchum et Robert Ginnanen (rôles indéterminés)

## Scénario
- Clark Gable, sélectionné pour le rôle principal, décéda quelques semaines avant le tournage. Le rôle revint à Robert Mitchum.
- Le scénario est tiré d'un roman de William Humphrey, L'Adieu du chasseur. Les scénaristes y ont adjoint le personnage de Rafe.
- Le titre Home from the Hill est extrait du poème Requiem de Robert Louis Stevenson paru dans le recueil Underwoods (1887) :

Under the wide and starry sky
Dig the grave and let me lie.
Glad did I live and gladly die,
And I laid me down with a will.
This be the verse you grave for me ;
Here he lies where he longed to be,
Home is the sailor, home from sea,
And the hunter home from the hill.

## Distinctions
Le film a été présenté en sélection officielle en compétition au Festival de Cannes 1960.

## À noter
- Les acteurs qui interprétaient les jeunes étaient de nouveaux acteurs. C'était le premier rôle d'adulte pour Luana Patten, ancienne enfant prodige. George Hamilton venait de jouer dans Crime and Punishment (1959) de Denis Sanders. George Peppard était un acteur de théâtre issu de l'Actor's Studio, ce qui causa quelques frictions avec Minnelli au début du tournage (la première séquence tournée avec Peppard étant la dernière scène).
- « Certaines parties de la chasse au sanglier furent filmées dans des marécages de soufre, près de Paris, Texas, un endroit surmonté de nuages jaunes, et aux sables mouvants. Mais le combat entre le sanglier et les chiens de chasse devait être réglé au studio. On nous expédia un sanglier de Louisiane, qui mourut en route. Plutôt que d'exposer un autre sanglier aux risques d'une nouvelle expédition, nous décidâmes d'utiliser un énorme cochon que nous doterions de fausses défenses. Le sanglier n'était pas visible avant la fin du combat ; mais la mort des deux chiens au cours de la partie de chasse suggérait la rapidité et la cruauté de l'animal. L'opposition des plans du cochon et du dernier chien suggérait le combat »[3].

## Revue de presse
L'accueil critique aux États-Unis comme en France est assez mauvais. Minnelli écrit à propos de sa mise en scène : « Que le film ait été mis en scène à la façon d'un opéra - avec des scènes dont la tension dramatique est orchestrée en crescendo - ne semble pas en avoir frappé beaucoup ». 
- « Ce n'est pas mauvais, non. Mais c'est terriblement délavé comme certaine littérature américaine écrite par des femmes et s'adressant aux femmes ». Paris Presse, 13 mai 1960[5]
- « Je songeais à cette loi biologique en contemplant ce film énorme, flasque et mou, qui s'intitule Celui par qui le scandale arrive. Que le cinéma américain (…) en soit arrivé pour le représenter à Cannes un ouvrage comme celui-là, voici qui est grave, pour ne pas dire angoissant. Parler d'échec à propos de Celui par qui le scandale arrive ne signifierait rien. Il y a des échecs passionnants, excitants, délicieux. Le film de Vincente Minnelli est autre chose : c'est le produit d'un art malade, guetté par la stérilité, le lymphatisme ou la paralysie… » Le Monde, 14 mai 1960[5]
- Robert Benayoun dans Positif[6], est l’un des seuls à reprocher aux scénaristes la création du personnage de Rafe, en dénonçant l’enflure dramatique : « Que Minnelli ait échoué, avec Home from the hill, à restituer le charme inquiétant du roman de William Humphrey, la faute en revient certainement aux adaptateurs qui, délayant une action à leur goût linéaire, ont cru intéressant d'introduire dans le récit un personnage supplémentaire de bâtard, ajoutant à la trame psychanalytique du sujet un élément de mélo qui lui nuit en dernier ressort »[7]. Il reconnaît cependant la valeur de la prestation de Robert Mitchum : « Robert Mitchum, en cynique chef de tribut [sic], qui a fait de la chasse la raison symbolique de toute existence, trouve là un de ses rôles inoubliables »[8]. Il critique en outre l’alternance d’extérieurs de studio et d’extérieurs réels dans une même scène, ainsi que l’emploi d’une second-unit.

Seuls les Cahiers du cinéma ont un avis différent. Jean Domarchi y voit un « événement d’une importance exceptionnelle dans l’histoire du cinéma ». Il définit Minnelli comme un « metteur en scène » où le « décor devient un acteur » : « Un parfait découpage au service d’un remarquable scénario n’est rien, s’il ne dévoile pas, à travers les particularités d’un décor soigneusement dosé dans tous ses éléments (extérieurs et intérieurs, objets construits, etc.), la signification générale que recèle pour le metteur en scène le monde dont il fait la chronique ». Jacques Joly, qui partage l’opinion de Jean Domarchi (« Qu’est-ce que la mise en scène, sinon précisément la confrontation d’un personnage et d’un décor ? »), voit dans Home from the hill « une méditation sur la métamorphose d’un pays ancien en un monde moderne, à travers l’histoire de trois hommes. Le film peint l’écroulement d’un univers de songe et une tentative pour réconcilier l’homme et l’enfant, le monde intérieur et le monde extérieur, l’Amérique de naguère et celle de demain ».